# Vincze László (papírmerítő)
Vincze László (Eger, 1959.– ) papíripari mérnök, papírmerítő mester, tervezőgrafikus, a szentendrei Vincze László és Fiai Papírmerítő műhely alapítója.

## Tevékenysége
Vincze László iskolái befejezése után 1980-tól öt évig a Szentendrén a papírgyárban mélyítette tudását, és ismerkedett azzal a speciális technikával, melynek folytatása, őrzése lett későbbi hivatása. 1985-ben fogott önálló vállalkozásba.
Egy ritka kézműves mesterség továbbvitelére törekszik. Kétezer éves ősi kínai módszerrel készíti különleges hangulatú, egyedi merített papírjait. A papír feltalálásának körülményei bizonyos mértékig tisztázatlanok. Sem az időpont, sem a feltaláló személye nem ismeretes. Mindezek ellenére a papírtörténészek kivétel nélkül megemlékeznek Caj-lunról, akinek munkássága nyomán a Han-dinasztia akkori uralkodó tagja, Ho-ti császár 105-ben elrendelte a papírkészítés általános elterjesztését. Azóta a módszerek, kötőanyagok némileg módosultak, de folyamat alapvetően azóta sem változott. Fő fázisai a következők: rostosítás, lapképzés (merítőkádban), szárítás és felületi kezelés.
A cég által készített merített papírnak három fő alkalmazási területe van. Egyrészt restaurátorok használják régi iratok mentésekor, másrészt igényes kivitelű oklevelek, kitüntetések nélkülözhetetlen alapanyaga. Legszélesebb körben képzőművészek alkalmazzák, mivel nedvszívó képessége miatt akvarellek, tus, szén illetve litográfia és hasonló sokszorosító eljárással készült nyomatok készítésére kiválóan alkalmas. Az egyedi textura is hozzáad az alkotások művészi hatásához és megismételhetetlenségéhez.
Számos képzőművész, például Szyksznian Wanda, ef Zámbó István és Szirtes János, alkotó munkái az ő merített papírjain jelennek meg, mivel egészen különleges egyedi kérésekkel is fordulhatnak Vincze Lászlóhoz. A Budai Várnegyed központi részén lévő egykori Mihály arkangyal kápolnában működteti a Vincze Galériát, itt kiállítások formájában is láthatók az alkotók egyedi papírra nyomott művei.
A Hungarikonok gyűjtemény tulajdonosának, Kárpáti Tamás újságírónak adományozott papírmerítő keretéből
Madarassy István ötvösművész, szobrász készített műalkotást 2013-ban.
A vállalkozásnak két telephelye van. Szentendrén van a központ, ahol az értékesítés, grafikai nyomtatás és tervezés folyik. A Fedémesen található Vincze Papírmerítő Műhely Hungarikum. Fedémes ad otthont a tényleges papírmerítésnek. A Vincze Papírmerítő Műhely előzetes egyeztetés után látogatható. Az idelátogató vendégek szakmatörténeti előadáson, mesterség bemutatón vehetnek részt, megismerhetik a papírmerítés és könyvkötés fázisait.
Vincze László a Magyar Alkotóművészek Országos Egyesületének tagja.

## Díjak, kitüntetések
- 1999 Szentendre város Pro Urbe díjas kitüntetettje
- 2005 Év vállalkozója díj
- 2010 Szentendre Város Mecénása díj
- 2010 Magyar örökség díj
- 2012 Balassi-emlékérem, 2012
- 2015 Fedémes díszpolgára
- 2021 Szentendre díszpolgára

## Érdekességek
- A Köztársasági Elnöki Hivatal Vincze-féle papírokra nyomatja az állami kitüntetéseket.
- A Vincze-műhelyben készülnek a Kossuth- és Széchenyi-díjak oklevelei.
- Kezdettől, 1997-től ő alkotja a Balassi Bálint-emlékkard okleveleit.